# Astatotilapia calliptera
 Astatotilapia calliptera és una espècie de peix de la família dels cíclids i de l'ordre dels perciformes que es troba a l'Àfrica oriental (el llac Malawi, el riu Shire i els llacs Chiuta i Chilwa) i l'Àfrica austral (els rius costaners orientals de Moçambic des del riu Rovuma fins al riu Save).
Els mascles poden assolir els 15 cm de longitud total.